# 莫斯科白俄羅斯車站
白俄羅斯站（羅馬化：Belorussky vokzal）是俄羅斯首都莫斯科的一個鐵路總站，位於特維爾大街。前往白俄羅斯、立陶宛、加里寧格勒、波蘭華沙、荷蘭阿姆斯特丹、德國柏林、法國巴黎和莫斯科州西部的列車在這裡開出，前往谢列梅捷沃机场站（近谢列梅捷沃国际机场D、E、F航站楼）的机场快线列车也从本站始发。
1870年7月19日啟用，當時目的地為斯摩棱斯克，一年後延伸至布列斯特。1936年採用現名。

## 长途旅客列车目的地
截至2016年，在本站办理客运业务的长距离列车终到站分布如下：
| 车站所在国家 | 目的地                                       |
| ------------ | -------------------------------------------- |
| 白俄羅斯     | 明斯克、布列斯特、波洛茨克、戈梅利、格罗德诺 |
| 波蘭         | 华沙                                         |
| 法國         | 尼斯、巴黎                                   |
| 捷克         | 布拉格                                       |
| 俄羅斯       | 加里宁格勒、斯摩棱斯克、新西伯利亚、阿纳帕   |

## 接駁地鐵站
- 白俄羅斯站 (莫斯科河畔線)（2號線）
- 白俄羅斯站 (莫斯科地鐵環狀線)（5號線）